# São Salvador de Lordelo
São Salvador de Lordelo este un oraș în Paredes, Portugalia.